# فیری فاون
فیری فاون (به انگلیسی: Fairey_Fawn) یک هواگرد ملخ‌پیشین تک‌موتوره از نوع بمب‌افکن سبک ساخت شرکت Fairey Aviation است. هواگرد فیری فاون نخستین پروازش را در ۱۹۲۳ میلادی انجام داد. این هواگرد در سال ۱۹۲۴ میلادی رسماً معرفی گردید. در مجموع، تعداد ۷۵ فروند از این هواگرد ساخته شده‌است.
طراح این هواگرد، F Duncanson بود.